# Jacob Kettler
Jacob Kettler duc de Courlande (letton : Jēkabs Ketlers), né le 28 octobre 1610, à Goldingen (aujourd'hui Kuldīga), et mort le 1er janvier 1682 à Mitau (aujourd'hui Jelgava), fut duc de Courlande-Sémigalie de 1642 à 1682.
Quatrième souverain de la dynastie Kettler, il fut le plus grand souverain de cet État balte, qu'il porta à son apogée.

## Naissance et accession au trône
Jacob nait en 1610. Il est le fils de Guillaume Kettler, duc de Courlande de 1587 à 1616, et de Sophie de Prusse (1582-1610), fille du duc Albert Frédéric de Prusse) qui meurt moins d'un mois plus tard.
Son père, qui entretient de mauvaises relations avec la noblesse des barons baltes, est déposé en 1616 et son frère Frédéric Ier Kettler, duc de Sémigalie, réunifie le duché.
À la mort de son oncle, qui n'eut pas d'enfant, en 1642, il devient duc de Courlande-Sémigalie dont il était devenu le régent dès 1638.

## Règne

### Volonté de se doter d'un empire colonial
Dès 1638, le duc lance une tentative de coloniser l'île de Tobago, mais il n'y arrive qu'en 1642. Cette colonie est abandonnée en 1650 à la suite des massacres des colons par les Amérindiens.
En 1651, une flotte courlandaise installe trois forts sur l'île James, sur une île près de l'actuelle Banjul et à Juffureh, en Gambie. En 1654, Jacob envoie une flotte qui reconquis l'île de Tobago (construction de Jacobstadt) ce qui permet d'exporter des produits tropicaux (cacao, rhum, sucre...) vers la Pologne, la Suède… et offre un débouché aux produits métropolitains comme le bois, la farine, la viande… qui sont exportés vers les colonies.
Cependant cet empire en formation fut victime des appétits de certaines nations européennes, notamment des Provinces-Unies, depuis peu indépendantes, et la chute de la monarchie britannique, en 1649, priva le duché du soutien britannique. Les
Hollandais prennent les forts de Gambie en 1659 ainsi que Tobago. Ils refusèrent une fois la guerre polo-suédoise terminée, en 1660, par la victoire de la république des Deux Nations de rendre leurs nouveaux territoires.

## Vie privée
Il épouse Louise-Charlotte de Brandebourg (1617-1676), fille de Georges-Guillaume Ier de Brandebourg, dont il a 9 enfants dont 7 atteignirent l'âge adulte  et :
- Louise-Élisabeth de Courlande (1646 - 1690), mariée à Frédéric II de Hesse-Homburg en 1670, 11 enfants de cette union.
- Frédéric-Ladislas (14 décembre 1647 - 31 mars 1648).
- Christine-Sophie (15 mai 1649 - 9 juin 1651).
- Frédéric II Casimir Kettler (1650-1698) : duc de Courlande-Sémigalie de 1682 à 1698, postérité.
- Charlotte de Courlande (1651 - 1728), jamais mariée et morte sans postérité.
- Amélie de Courlande (1653 - 1711), fiancée à Guillaume VII de Hesse-Cassel qui meurt en 1670 puis mariée à son frère Charles Ier de Hesse-Cassel la même année, 17 enfants dont 14 survécurent plus d'un an.
- Charles-Jacques Kettler (1654 - 1676), jamais marié et mort sans postérité.
- Ferdinand Kettler (1655 - 1737) : duc de Courlande-Sémigalie de 1730 à 1737, dernier des Kettlers de Courlande. Mort sans postérité.
- Alexandre Kettler (1658 - 1686) : mort lors du siège de Buda en Hongrie.

## Liens
- Colonisation courlandaise des Amériques
- Empire colonial courlandais